# ایوو پریلی
ایوو پریلی (ایتالیایی: Ivo Perilli؛ ۲۴ نوامبر ۱۹۰۲ – ۲۴ نوامبر ۱۹۹۴) فیلم‌نامه‌نویس اهل ایتالیا بود.

## فیلم‌شناسی
- گذرنامه سرخ (۱۹۳۵)
- همچون برگ‌ها (۱۹۳۵)
- کلاه سه‌گوش (۱۹۳۵)
- Ginevra degli Almieri (۱۹۳۵)
- I'll Give a Million (۱۹۳۶)
- Luciano Serra, Pilot (۱۹۳۸)
- صدای بی رخ (۱۹۳۹)
- Mad Animals (۱۹۳۹)
- نامزد شده (۱۹۴۱)
- The Captain's Daughter (۱۹۴۷)
- The Wolf of the Sila (۱۹۴۹)
- آنا (۱۹۵۱)
- اروپا ۵۱ (۱۹۵۲)
- The Blind Woman of Sorrento (۱۹۵۲)
- Le infedeli  (۱۹۵۳)
- اولیس (۱۹۵۴)
- همسر زیبای میلر (۱۹۵۵)
- گرگ‌ها (۱۹۵۶)
- جنگ و صلح (۱۹۵۶)
- تمپست (۱۹۵۸)
- The Courier of Moncenisio (۱۹۶۶)
- پونتیوس پیلاطس (۱۹۶۲)
- کتاب مقدس (۱۹۶۵)
- تا زمانی که ازدواج یکی‌مان کند (۱۹۷۴)